# Morne des Cadets
Morne des Cadets är ett berg i Martinique. Det ligger i den västra delen av Martinique, 16 km nordväst om huvudstaden Fort-de-France. Toppen på Morne des Cadets är 523 meter över havet. På berget ligger Observatoire volcanologique et sismologique de la Martinique, ett observatorium för seismologi och studier av vulkaner.